# Lantmäteristyrelsens hus

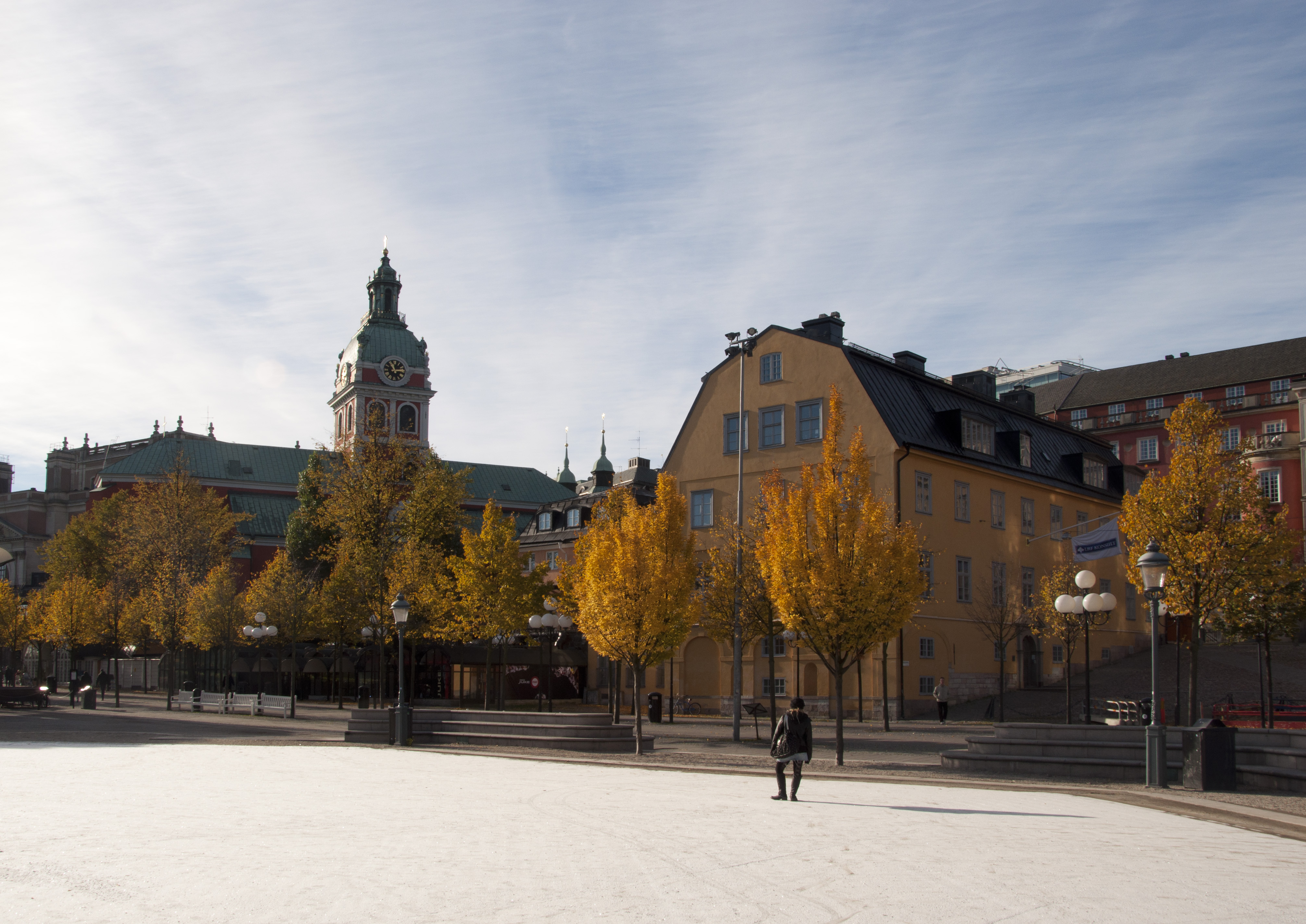
Huset sett från Kungsträdgården.

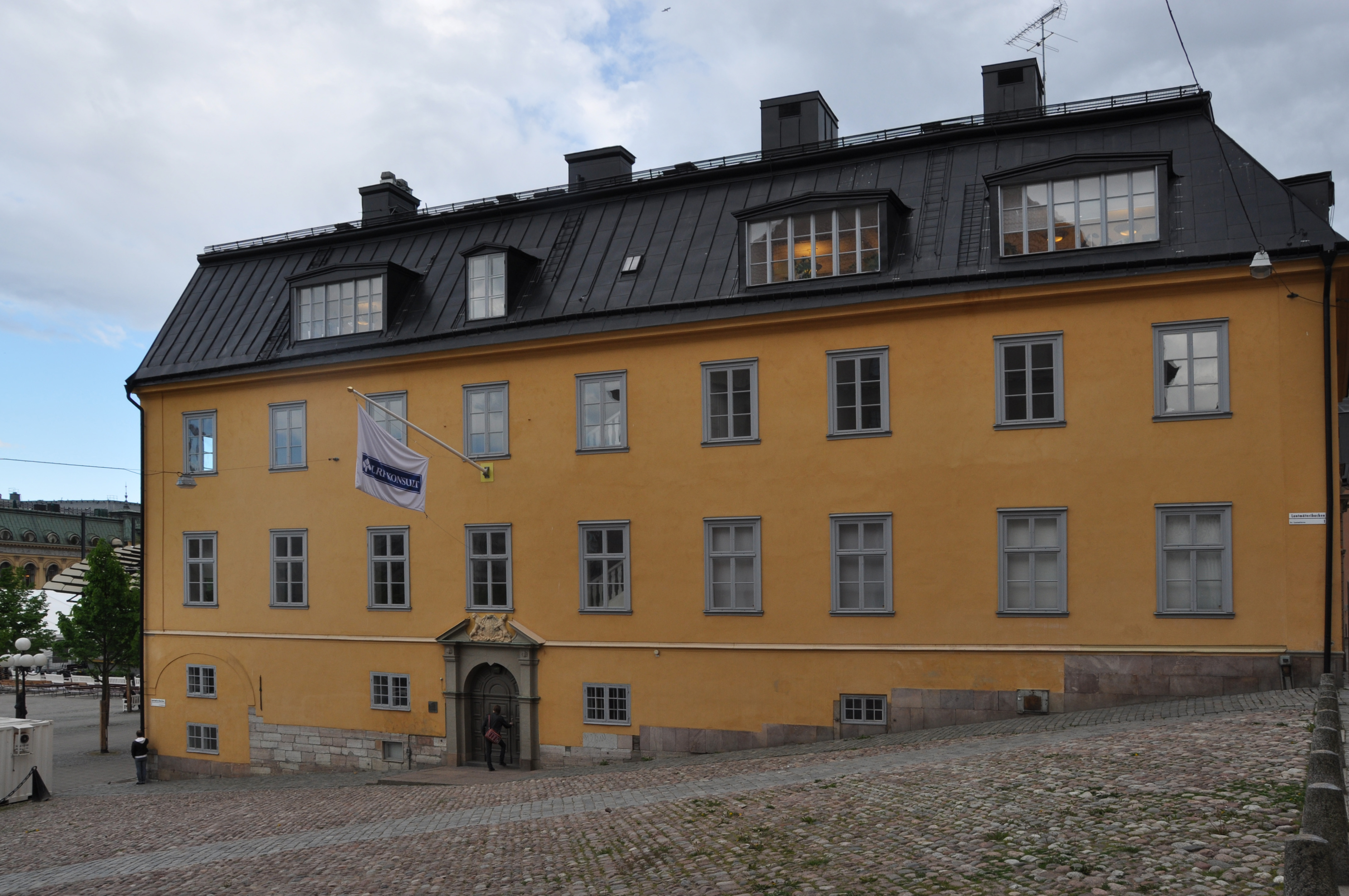
Fasad mot Lantmäteribacken.

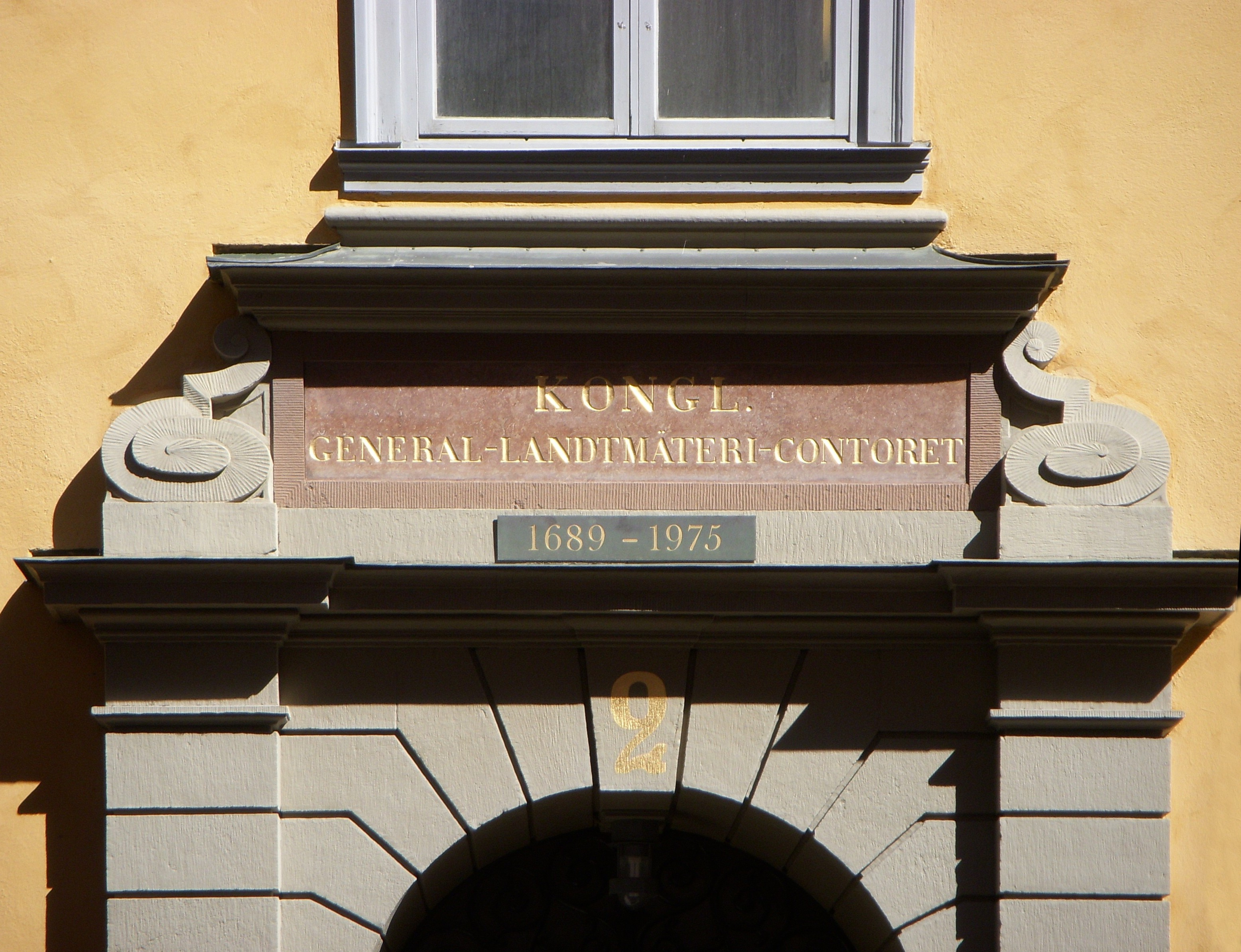
Entrén från Västra Trädgårdsgatan.

Lantmäteristyrelsens hus, historiskt Drottning Kristinas lusthus eller dito lustslott, är en byggnad i Lantmäteribacken, hörnet Västra Trädgårdsgatan vid Kungsträdgården, i Stockholm, uppförd 1642 efter ritningar av byggmästaren Louis Gilles som lusthus till Drottning Kristina.

## Historia
Vid tiden för Kristinas regering rådde det brist på lediga tomter på Stadsholmen, det nuvarande Gamla Stan. För att locka blivande ämbetsmän till den nya stormaktens huvudstad erbjöd man tomter i den Norre Förstaden, det nuvarande Norrmalm, vilken vid denna tid till större delen utgjordes av ett hantverkarsamhälle med låga trähus. Uppförandet av lusthuset var en del i en strategi att skänka kunglig glans och höja status på den norra förstaden. Planen föll väl ut, och snart restes allt fler högadliga palats i grannskapet.
Efter Kristinas abdikation 1654 hotades lusthuset av förfall. 1689 flyttade Lantmäterikontoret in i byggnaden och stannade där ända fram till 1975. Nuvarande Lantmäteriet har sedan dess sitt huvudkontor i Gävle.
Enligt arkitekturhistoriker som Sten Karling och Tord O:son Nordberg har Gilles utgått från ritningar av den kungliga arkitekten Simon de la Vallée,  som dog just som denna byggnad hade påbörjats. Det anses att dess tak med det förhöjda mellanpartiet, som avbildas i Erik Dahlberghs Suecia antiqua et hodierna, skulle vara föregångaren till det så kallade säteritaket som är en svensk takform.
Sitt nuvarande utseende, med det brutna valmtaket, fick huset på 1740-talet genom Carl Hårlemans ombyggnad. Sandstensportalen är dock original från husets byggnadsår.
Huset är enskilt byggnadsminne sedan 1995.